# Anoectangium haleakalae
Anoectangium haleakalae är en bladmossart som beskrevs av Jean Édouard Gabriel Narcisse Paris 1900. Anoectangium haleakalae ingår i släktet Anoectangium och familjen Pottiaceae. Inga underarter finns listade i Catalogue of Life.